# IRT Eastern Parkway Line
A Linha Eastern Parkway (IRT), em inglês:  IRT Eastern Parkway Line é uma das linhas de trânsito rápido do metrô de Nova Iorque. Foi inaugurada em 9 de janeiro de 1908 (117 anos). Esta linha é uma secção da rede ferroviária que é operada pelo IRT (em inglês:  Interborough Rapid Transit Company), que é uma subdivisão da Divisão A do Metrô de Nova Iorque.